# Comuna Cervona Volea, Novohrad-Volînskîi
Cervona Volea (în ucraineană Червоновільська сільська рада) este o comună în raionul Novohrad-Volînskîi, regiunea Jîtomîr, Ucraina, formată din satele Cervona Volea (reședința), Pereliseanka și Prîhid.

## Demografie
Componența lingvistică a comunei Cervona Volea
     Ucraineană (99,65%)
     Alte limbi (0,35%)
Conform recensământului din 2001, majoritatea populației comunei Cervona Volea era vorbitoare de ucraineană (99,65%), existând în minoritate și vorbitori de alte limbi.